# Washington County (Pennsylvania)
Das Washington County ist ein County im US-Bundesstaat Pennsylvania. Bei der Volkszählung im Jahr 2020 hatte das County 209.349 Einwohner und eine Bevölkerungsdichte von 94,3 Einwohnern pro Quadratkilometer. Der Verwaltungssitz (County Seat) ist Washington.
Das Washington County ist Bestandteil der Metropolregion Pittsburgh.

## Geographie
Das County liegt im Südwesten von Pennsylvania und grenzt im Westen an West Virginia. Im Osten wird es durch den Monongahela River begrenzt, einen der beiden Quellflüsse des Ohio River. Das Washington County hat eine Fläche von 2230 Quadratkilometern, wovon 10 Quadratkilometer Wasserfläche sind. Es grenzt an folgende Countys:
| Hancock County (West Virginia)                             | Beaver County | Allegheny County    |
| Brooke County (West Virginia), Ohio County (West Virginia) |               | Westmoreland County |
| Marshall County (West Virginia)                            | Greene County | Fayette County      |

## Geschichte

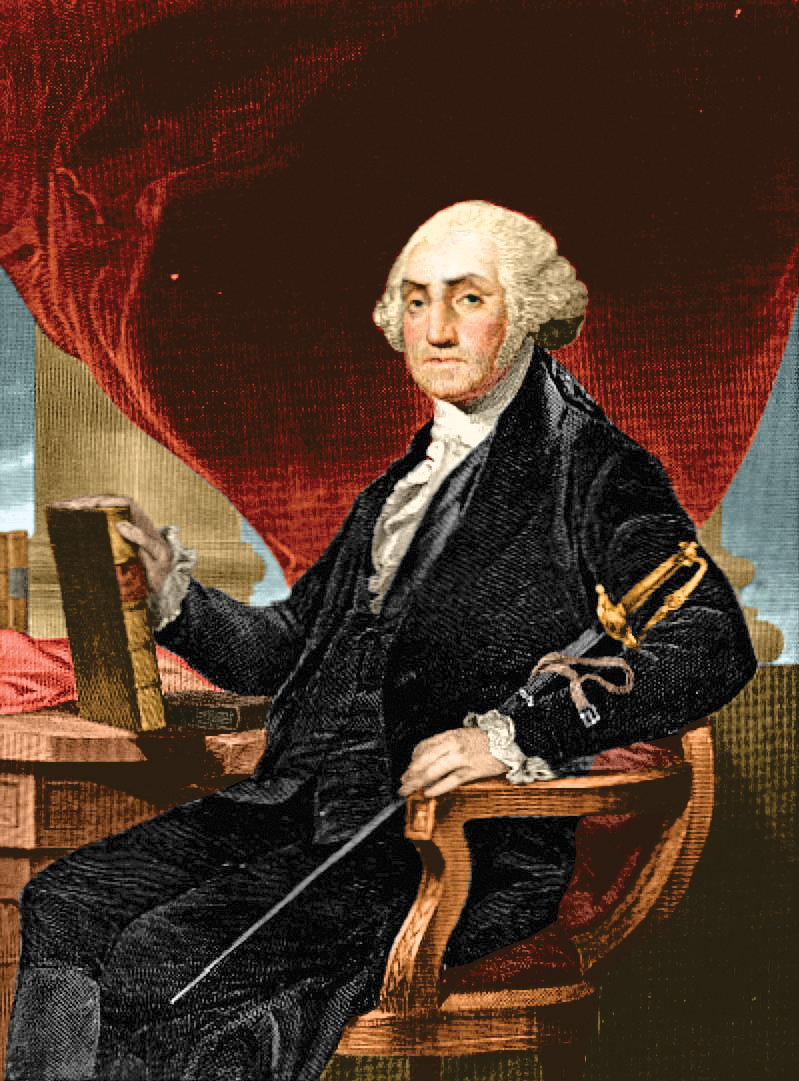
Washington

Das Washington County wurde am 28. März 1781 aus Westmoreland County gebildet. Benannt wurde es nach George Washington (1732–1799), dem ersten Präsidenten der Vereinigten Staaten (1789–1797).
Vier Orte im County haben den Status einer National Historic Landmark. 95 Bauwerke und Stätten des Countys sind im National Register of Historic Places (NRHP) eingetragen (Stand 25. Juli 2018).

## Demografische Daten
Nach der Volkszählung im Jahr 2010 lebten im Washington County 207.820 Menschen in 83.608 Haushalten. Die Bevölkerungsdichte betrug 93,6 Einwohner pro Quadratkilometer.
Ethnisch betrachtet setzte sich die Bevölkerung zusammen aus 94,1 Prozent Weißen, 3,3 Prozent Afroamerikanern, 0,1 Prozent amerikanischen Ureinwohnern, 0,6 Prozent Asiaten sowie aus anderen ethnischen Gruppen; 1,5 Prozent stammten von zwei oder mehr Ethnien ab. Unabhängig von der ethnischen Zugehörigkeit waren 1,1 Prozent der Bevölkerung spanischer oder lateinamerikanischer Abstammung.
In den 83.608 Haushalten lebten statistisch je 2,40 Personen.
20,5 Prozent der Bevölkerung waren unter 18 Jahre alt, 62,0 Prozent waren zwischen 18 und 64 und 17,5 Prozent waren 65 Jahre oder älter. 51,4 Prozent der Bevölkerung war weiblich.
Das jährliche Durchschnittseinkommen eines Haushalts lag bei 48.000 USD. Das Prokopfeinkommen betrug 25.599 USD. 10,9 Prozent der Einwohner lebten unterhalb der Armutsgrenze.

## Städte und Gemeinden

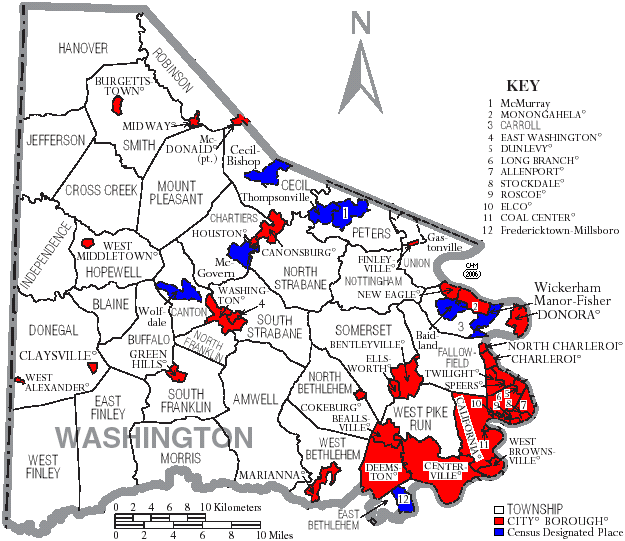
Karte des Washington Countys

- Allenport
- Baidland
- Beallsville
- Bentleyville
- Burgettstown
- California
- Canonsburg
- Cecil-Bishop
- Centerville
- Charleroi
- Claysville
- Coal Center
- Cokeburg
- Deemston
- Donora
- Dunlevy
- East Washington
- Eighty Four
- Elco
- Ellsworth
- Finleyville
- Fredericktown-Millsboro
- Gastonville
- Green Hills
- Houston
- Long Branch
- Marianna
- McDonald
- McGovern
- McMurray
- Midway
- Monongahela
- New Eagle
- North Charleroi
- Roscoe
- Speers
- Stockdale
- Thompsonville
- Twilight
- Washington
- West Alexander
- West Brownsville
- West Middletown
- Wickerham Manor-Fisher
- Wolfdale

## Townships
- Amwell Township
- Blaine Township
- Buffalo Township
- Canton Township
- Carroll Township
- Cecil Township
- Chartiers Township
- Cross Creek Township
- Donegal Township
- East Bethlehem Township
- East Finley Township
- Fallowfield Township
- Hanover Township
- Hopewell Township
- Independence Township
- Jefferson Township
- Morris Township
- Mount Pleasant Township
- North Bethlehem Township
- North Franklin Township
- North Strabane Township
- Nottingham Township
- Peters Township
- Robinson Township
- Smith Township
- Somerset Township
- South Franklin Township
- South Strabane Township
- Union Township
- West Bethlehem Township
- West Finley Township
- West Pike Run Township